# Kynance Cove

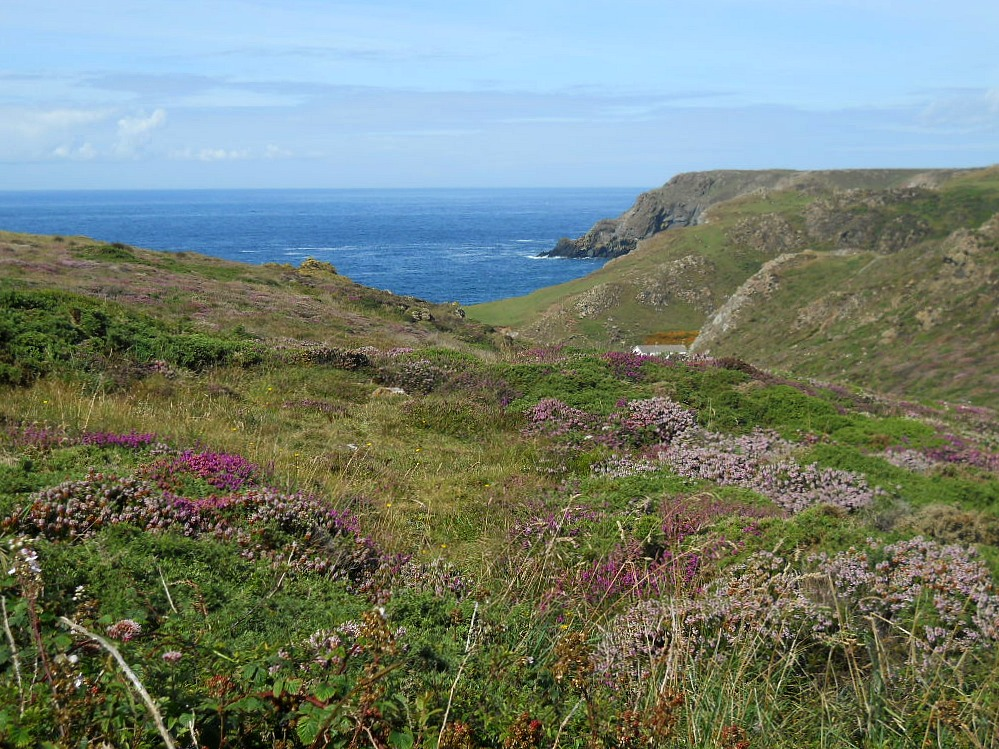
Kynance Cove

Kynance Cove (cornico: Porth Keynans, che significa baia del burrone) è una baia della Cornovaglia sudoccidentale, Regno Unito. Si trova nella Penisola di Lizard, circa 2 miglia (3 km) a nord di Capo Lizard. Kynance Cove e la costa che lo circonda sono di proprietà del National Trust.
La baia divenne popolare all'inizio dell'Età vittoriana, quando ricevette numerosi visitatori famosi tra cui Alfred Tennyson.
La BBC ha descritto Kynance Cove come "uno dei più begli angoli di costa del Sud Ovest."

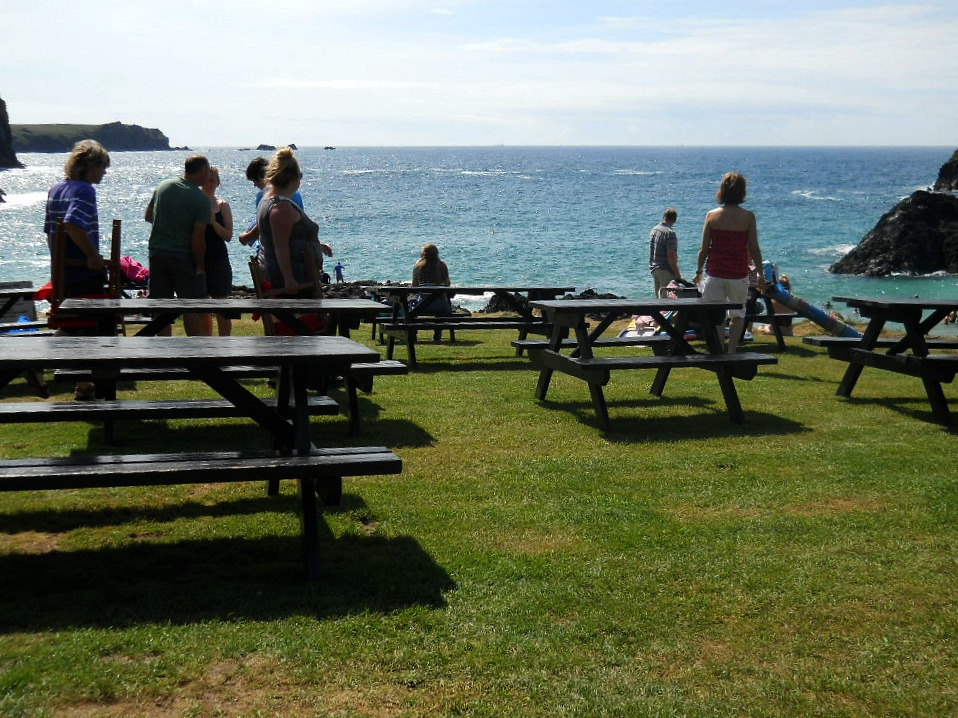
Kynance Cove vista dal Kynance Café

Il Kynance Café (operante dal 1929) ha impiegato acqua di sorgente e un generatore di energia fino a tempi recenti; una volta acquisito dal National Trust nel 1999, è stato rinnovato e dotato di acqua corrente ed elettricità.

## Serpentino
Kynance Cove, così come altre spiagge e baie dei dintorni, presenta formazioni a serpentino, la cui variante locale prende il nome di lizardite. Le rocce di serpentino verde e rosso, lucidate dal mare nel corso di migliaia di anni, sono caratteristiche del meraviglioso Kynance Cove e della Penisola di Lizard.